# Allegria (Gipsy Kings)
Allegria è l'album di debutto del gruppo musicale francese di origine gitana spagnola dei Gipsy Kings, pubblicato dall'etichetta discografica Philips Records nel 1982.
Il brano La Dona è dedicato a Brigitte Bardot.

## Tracce

### Lato A
1. Pena Penita - 3:00
2. Allegria - 2:40
3. La Dona - 3:25
4. Solituda - 2:35
5. Sueno - 3:20
6. Djobi, Djoba - 3:50

### Lato B
1. Un Amor - 3:46
2. Papa, No Pega La Mama - 3:00
3. Pharaon - 4:00
4. Tristessa - 3:30
5. Recuerda - 4:30

## Formazione
- Patchai Reyes - voce, chitarra
- Nicolás Reyes - voce principale, chitarra
- Canut Reyes - voce, chitarra
- Diego Baliardo - chitarra
- Tonino Baliardo - voce, chitarra, cori
- Chico Bouchikì - chitarra, battito delle mani